# Лесик Борис Васильович
Бори́с Васи́льович Ле́сик (2 червня 1915, Корнин, СРСР — 6 грудня 1997, Новосілки, Україна) — радянський та український вчений у галузі рослинництва, доктор сільськогосподарських наук, професор, засновник школи «Зберігання, первинної обробка та переробки продукції рослинництва».

## Життєпис
Борис Лесик народився у містечку Корнин в сім'ї сільських учителів. Після закінчення неповної середньої школи у 1929 році вступив до Корнинського сільськогосподарського технікуму. З 1932 по 1934 рік працював агрономом Узинського цукрового комбінату в Київській області. У 1938 році закінчив Глухівський сільськогосподарський інститут. Після навчання залишився у Глухові, де працював у ВНДІ луб'яних культур директором дослідного господарства. Брав участь у подіях Другої світової, закінчив війну у званні старшого лейтенанта інтендантської служби 16-го окремого учбового танкового полку.
Після війни повернувся до ВНДІ. З 1946 року обіймав посаду заступника директора з виробництва, протягом 1949—1954 років — завідувач лабораторією приготування та переробки сировини луб'яних культур, з 1954 по 1959 рік — заступник директора з наукової роботи.
Протягом 1959—1960 років працював у Києві, обіймаючи посаду завідувача відділу наукової інформації Українського НДІ землеробства. З 1960 по 1967 рік — ректор, завідувач кафедри рослинництва Житомирського сільськогосподарського інституту. У 1962 році отримує науковий ступінь доктора сільського господарства, а наступного року стає професором.
У 1967 році був ініціатором створення кафедри технології зберігання та переробки продукції рослинництва Національного аграрного університету в Києві. Окрім того, ним було засновано лабораторію з оцінювання якості і переробки продукції рослинництва. До 1987 року Борис Лесик очолював кафедру, а з 1987 по 1995 рік обіймав посаду професора. Згодом кафедру було названо на його честь.
До основних напрямків наукових досліджень вченого належали агротехнічні і технологічні засоби підвищення врожайності та якості конопель, льону й інших волокнистих культур; застосування добрив для забезпечення продуктивності цукрових буряків; зміни технологічних якостей шишок хмелю залежно від агротехніки вирощування, режимів і способів зберігання; технології зберігання й перероблення картоплі і плодоовочевої продукції. Окрім того, Борис Лесик запропонував метод зберігання соломи підвищеної вологості.
Помер 6 грудня 1997 року в Новосілках.

## Вибрана бібліографія
- Зберігання і технологія сільськогосподарських продуктів [Текст]: навчальний посібник для агрономічних та економічних спеціальностей с.-г. вузів / Б. В. Лесик [и др.] ; ред. Б. В. Лесик. — К. : Вища школа, 1973. — 402 с.

## Нагороди
- Орден Вітчизняної війни II ст. (6 квітня 1985)[2]
- Медаль «За перемогу над Німеччиною у Великій Вітчизняній війні 1941—1945 рр.»[3]